# Valore Città AMCPS
L'AMCPS (formalmente Valore Città AMCPS, acronimo di Azienda Municipale Conservazione Patrimonio e Servizi) è un'azienda multiutility che fornisce servizi per conto del comune di Vicenza. 

## Storia
L'azienda nasce nel 1907 sotto il nome di ASPC (Azienda Speciale Case Popolari); la volontà del comune era di creare un organismo capace di costruire e gestire le abitazioni destinate ai cittadini meno abbienti. Iniziano così ad arrivare i primi incarichi come la costruzione dei  "casermoni" di via Di Velo e delle "case rosse" di via Lamarmora che vanno a concludersi sul finire degli anni '20. Dopo la Seconda guerra mondiale, l'azienda deve intervenire su diversi fronti a causa dei pesanti bombardamenti che hanno colpito la città, lasciando tante famiglie senza un tetto. Nel 1964 il comune decide di affidare anche altri servizi all'azienda che cambia denominazione in AMCPS (che allora significava Azienda Municipale Case Popolari e Servizi). Nel 1996, dopo che la regione aveva creato gli ATER (Azienda Territoriale Edilizia Residenziale), l'AMCPS (diventata l'odierna Azienda Municipale Conservazione Patrimonio e Servizi) assume la gestione di tutto il patrimonio comunale (dalle scuole alle sedi municipali e circoscrizionali, dai parchi ai cimiteri finanche ad alcuni beni di pregio come il Teatro Olimpico e il teatro comunale Città di Vicenza); compie inoltre i lavori di riasfaltatura delle strade e manutenzione della cartellonistica ed interviene nelle situazioni di emergenza (sgombero stradale dalla neve e salatura preventiva in caso di ghiaccio) e di calamità naturale (messa in sicurezza dei punti critici in caso di rischio di alluvione).
Dal 2010 al 2020, nell'ottica dell'ottimizzazione delle risorse comunali AMCPS è diventata una controllata di AIM Vicenza ridenominandosi Valore Città AMCPS. 
Dal 2021 è tornata ad essere un'azienda autonoma e direttamente controllata dal comune di Vicenza.

## Il centenario e laRua

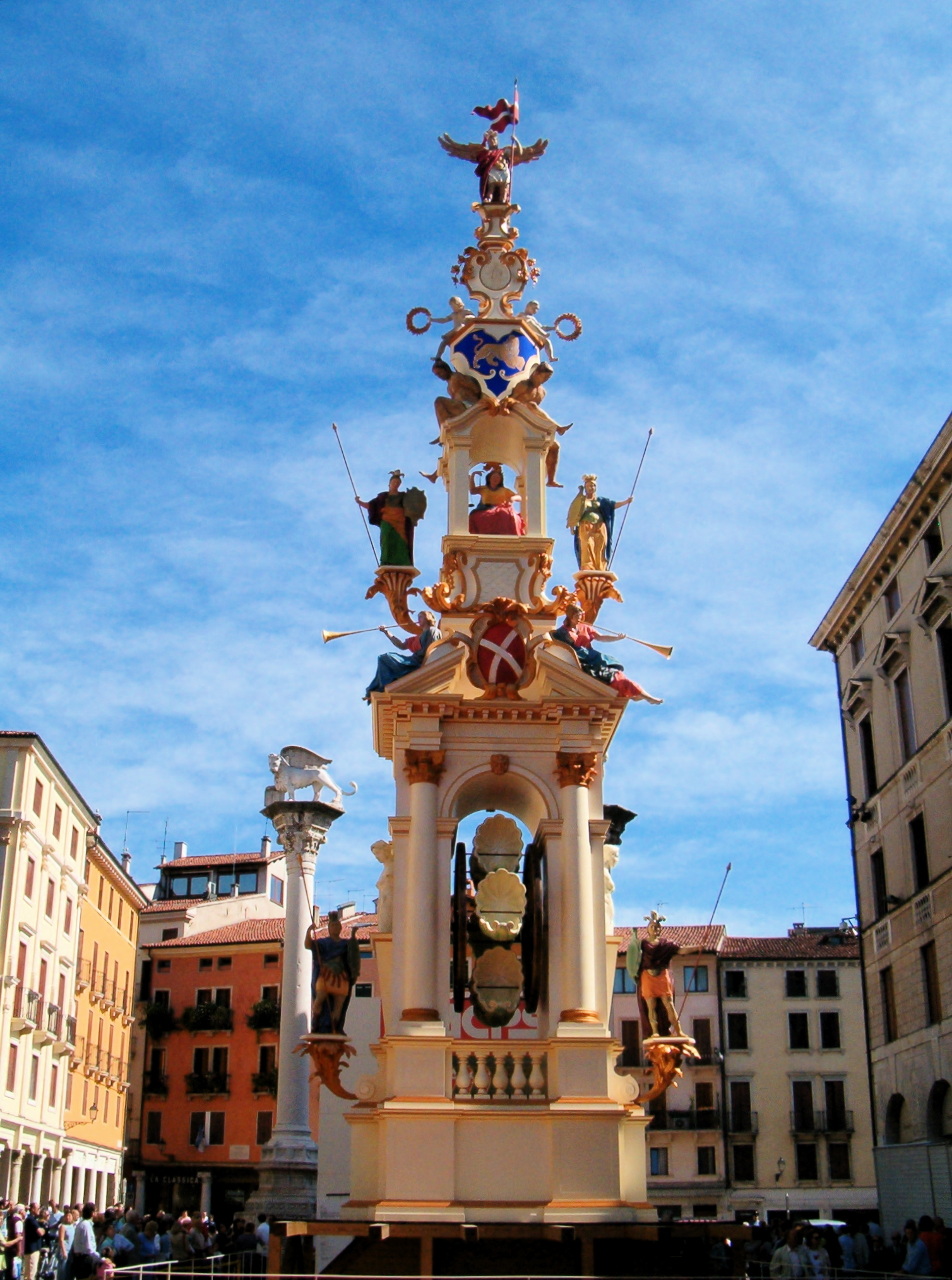
La Rua ricostruita ed esposta in piazza dei Signori

Nel 2007, l'azienda ha deciso di festeggiare il proprio centenario in maniera particolare: ricostruendo e donando ai vicentini la Rua.
La Rua (che in italiano significa "ruota") è stata per secoli il simbolo dell'orgoglio popolare vicentino. La leggenda vuole che sia stato Andrea Palladio a dare lo spunto per la costruzione di questa torre lignea a forma piramidale che aveva un peso di circa 80 quintali e che il nome derivi proprio dalla presenza di una grande ruota (tolta durante una battaglia medioevale al carroccio di Padova) incastonata nel centro della struttura. In realtà si ritiene che la ruota rappresenti il simbolo del collegio dei notai, tra i più potenti di allora. Questa torre (a partire dal 1444) veniva portata a braccia per le vie e piazze del centro cittadino in occasione della festa del Corpus Domini. Diventò poi appuntamento fisso anche in occasione delle celebrazioni per i 300 anni dalla nascita di Palladio e per la festività della Madonna di Monte Berico. L'opera andò distrutta nel 1944, durante un bombardamento e non fu più ricostruita.
Per questo motivo AMCPS decise di fare un regalo storico alla città, ricostruendo l'opera con materiali più moderni e resistenti ed esponendola, per la prima volta dopo decenni, in piazza dei Signori per un mese (dall'8 settembre al 29 settembre 2007).